# Shemaryahu Gurary
Shemaryahu Gurary (in ebraico שמריהו גוראריה‎?, conosciuto anche col suo acronimo ebraico Rashag; 1898 – 1989) è stato un rabbino, mistico e educatore russo, ebreo ortodosso naturalizzato statunitense e rinomato membro del movimento religioso chassidico Chabad Lubavitch.

## Biografia
Genero di Rabbi Yosef Yitzchok Schneersohn (1880- 1950), noto come Rebbe Rayatz, sesto Rebbe di Chabad. Sposò la figlia maggiore di Rabbi Yosef Yitzchok e diventò quindi il cognato di Rabbi Menachem Mendel Schneerson, sesto Rebbe Lubavitcher (la cui moglie Chaya Mushka Schneerson era anche lei figlia di Rabbi Yosef Yitzchok). Operò con suo suocero nei servizi comunitari del movimento, sia in Russia che in Polonia, poi si trasferì negli Stati Uniti nel 1940, dove continuò il suo operato fino alla morte.